# 6589 Jankovich
6589 Jankovich è un asteroide della fascia principale. Scoperto nel 1985, presenta un'orbita caratterizzata da un semiasse maggiore pari a 2,2730158 UA e da un'eccentricità di 0,1869647, inclinata di 5,29907° rispetto all'eclittica.